# Jalovcová louka
Jalovcová louka je přírodní památka, nachází se půl kilometru západně od obce Trnava, na jihovýchodním svahu vrchu Skalky (476 metrů). Přírodní památka byla vyhlášena na ochranu svažitého území s bohatým výskytem jalovce obecného (Juniperus communis).

## Flóra
PP dále ochraňuje zbytek původní extenzívní pastviny s výskytem charakteristických druhů rostlin. Vyskytuje se zde například ohrožený vemeník dvoulistý (Platanthera bifolia) a prvosenka vyšší (Primula elatior).